# Difficulté (escalade)

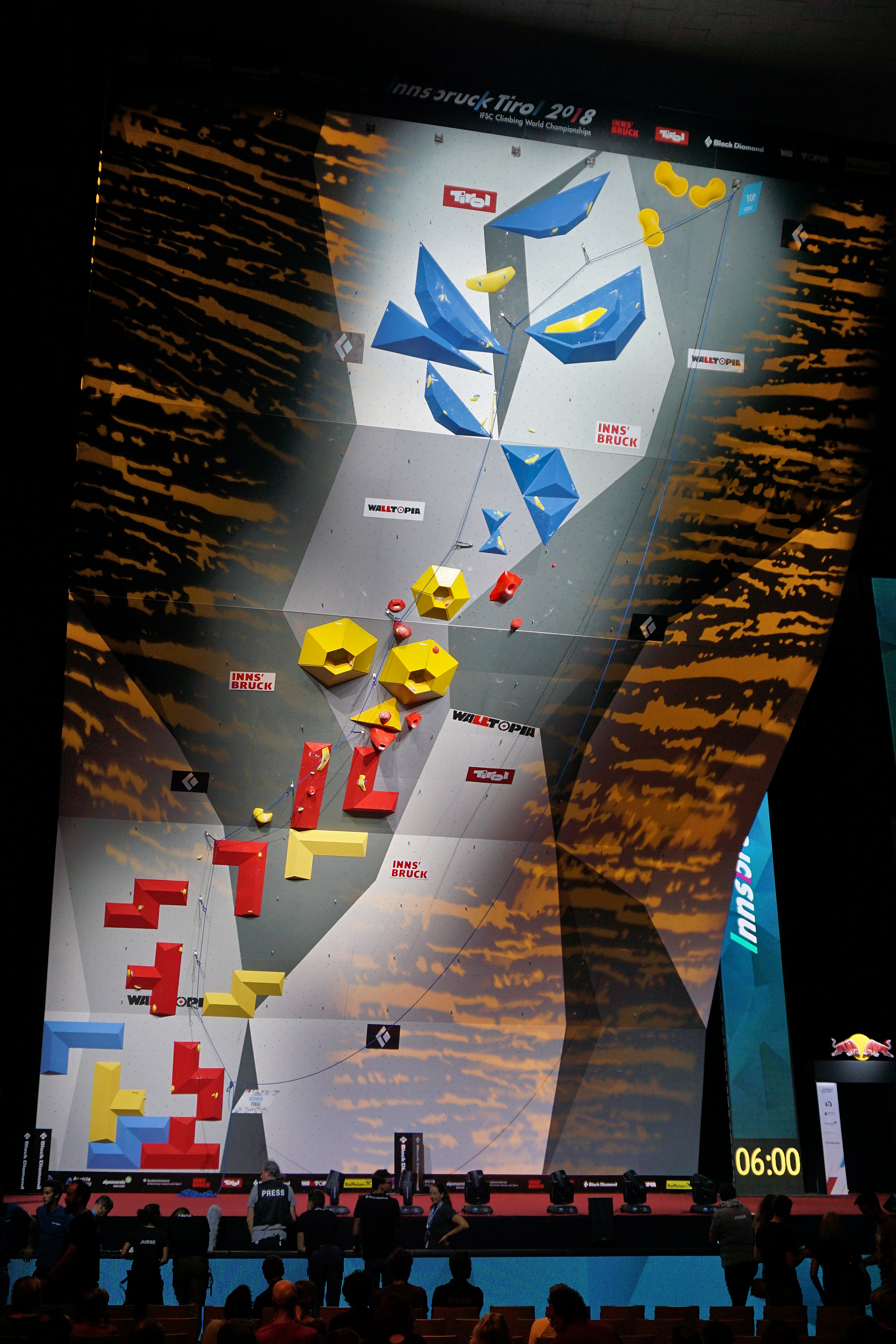
Mur de la finale de difficulté de la coupe du monde d'escalade en 2018.

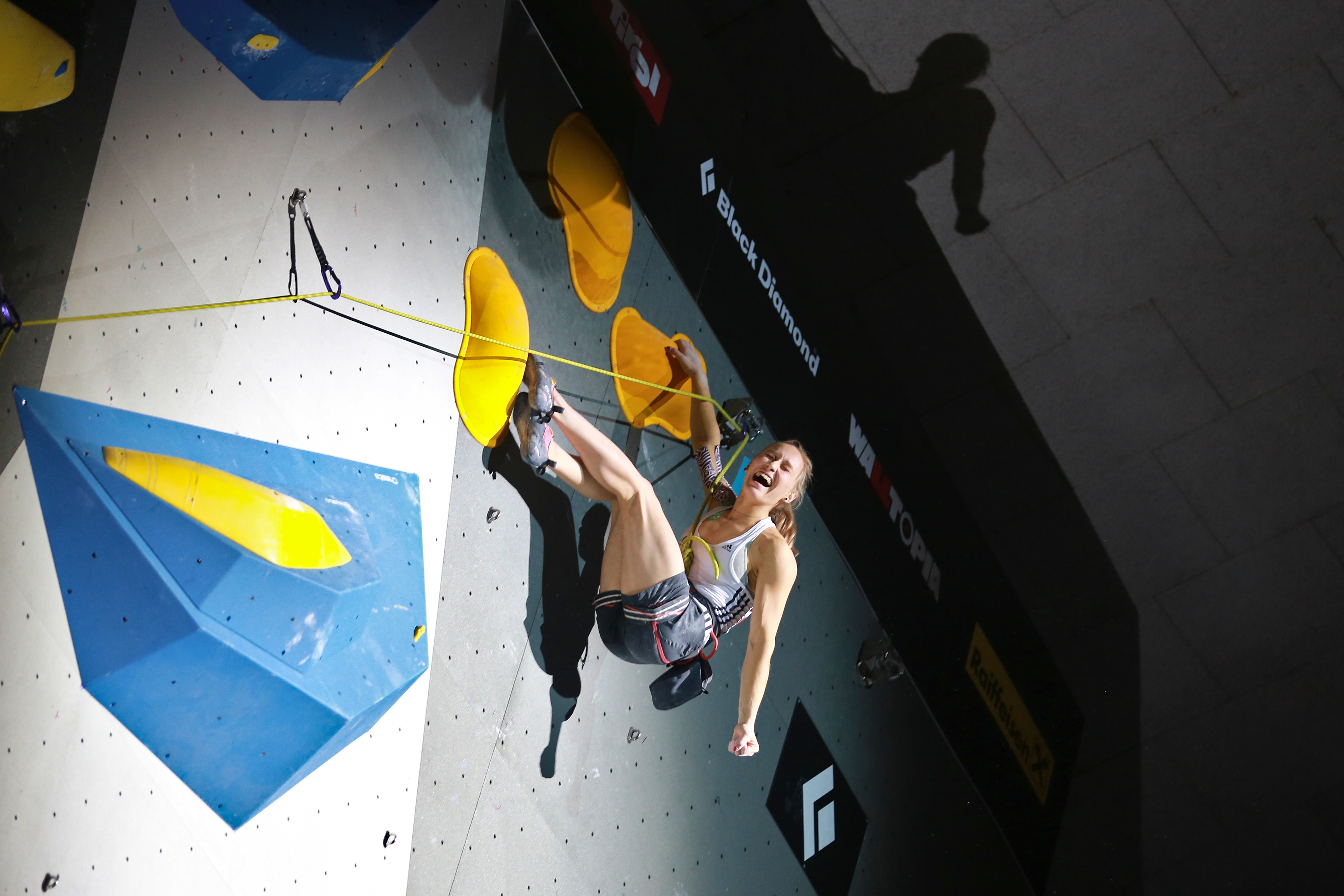
Janja Garnbret, détentrice du plus beau palmarès de l'histoire de l'escalade sportive et en particulier des épreuves de difficulté, atteint le sommet et remporte la finale de difficulté de la coupe du monde d'escalade en 2018.

La difficulté est une des épreuves de l’escalade sportive.
Durant les épreuves de difficulté, les concurrents grimpent les mêmes voies en tête, les uns après les autres. Ces voies doivent faire un minimum de 15 mètres de longueur pour 3 mètres de largeur et avoir une hauteur minimale de 12 mètres,. Le vainqueur est celui qui atteint le plus haut point de la voie, en un seul essai. Une voie est réussie (comptée « TOP ») lorsque la dernière dégaine de la voie a été « mousquetonnée » ; si elle n'est pas réussie la dernière prise tenue par le grimpeur est comptabilisée. Pour le classement, on tient compte également de la façon dont la dernière prise a été utilisée. Un grimpeur qui l'aura valorisée en initiant un mouvement vers la prise suivante sera classé devant celui qui l'aura simplement tenue. Depuis 2012, la durée d'ascension est prise en compte pour le classement en cas d'égalité. Cependant le temps limite pour la tentative de chaque grimpeur est de 8 minutes. Passé ce délai, le compétiteur est arrêté dans sa progression et la hauteur est mesurée à l'endroit de cet arrêt.
Durant le tour de qualification des compétitions de difficulté, les compétiteurs doivent grimper deux voies. Le classement est alors obtenu en effectuant la moyenne du classement obtenu sur chacune des deux voies. À l'issue des qualifications, sont retenus les 26 meilleurs pour la demi-finale. À l'issue de la demi-finale, il ne reste plus que les 8 mieux classés. En cas d'égalité sur un tour, les concurrents sont départagés d'après les résultats des tours précédents.
La plupart du temps, les compétiteurs doivent grimper la voie à vue. Cela signifie qu'ils ne sont pas autorisés à voir les autres grimpeurs sur la voie car autrement leurs concurrents pourraient voir les astuces ou les erreurs des grimpeurs les ayant précédés, ce qui leur donnerait un avantage important. Ils ne peuvent pas non plus recevoir de conseils d'autres grimpeurs, et n'ont qu'un temps limité pour observer et « lire » la voie à son pied. Sinon les grimpeurs grimpent la voie flash, après avoir pu observer les techniques et enchaînements donnés par l'ouvreur de la voie, qui effectue une démonstration, puis par les autres grimpeurs.